# Sándor Ivády
Sándor Ivády (né le 1er mai 1903 à Budapest, mort le 22 décembre 1998 à Vienne) est un joueur de water-polo hongrois, champion olympique en 1932 à Los Angeles.
- CIO
- Comité olympique hongrois
- Olympedia